# Carcharoth
Carcharoth es un personaje ficticio que pertenece al legendarium creado por el escritor británico J. R. R. Tolkien y que aparece en su novela póstuma El Silmarillion. Su nombre significa Fauces rojas en sindarin, y también es llamado Anfauglir, «las quijadas de la sed»; es el gran lobo custodio de las Puertas de Angband. Es el lobo más grande de todos los tiempos y un descendiente de Draugluin, el padre de los licántropos, aunque él mismo no lo era.
Morgoth en persona crio a Carcharoth, alimentándolo con la carne viva de elfos y de hombres y dotándolo de veneno y fuego. Tuvo que dejar pasar a Beren y a Lúthien a Angband, porque Lúthien lo durmió, pero cuando salieron le arrancó a Beren la mano con el Silmaril. La joya élfica ardió dentro de él y, enloquecido de rabia y dolor, echó a correr y asoló el país. Durante la cacería de lobos más grande que se haya dado nunca, en Doriath, en el año 468 de la Primera Edad del Sol, clavó sus dientes venenosos en Beren, quien murió a consecuencia de ello; y él y Huan, el perro-lobo, se mataron el uno al otro. Mablung abrió su vientre y sacó de él el Silmaril.